# Cratere Oluksak
Oluksak è un cratere sulla superficie di Callisto.